# Фрейзер-Дженкинс, Кристофер Рой
Кристофер Рой Фрейзер-Дженкинс (англ. Christopher Roy Fraser-Jenkins, 1948) — британский (английский) ботаник. 

## Биография
Кристофер Рой Фрейзер-Дженкинс родился в 1948 году. 
В 1970 году Кристофер Рой получил степень бакалавра с отличием в Лестерском университете. Он проводил исследования папоротников со своей долгосрочной программой, с помощью и при сотрудничестве с Музеем естествознания в Лондоне. Фрейзер-Дженкинс занимался изучением растений рода Щитовник. Он описал более 460 видов растений.

## Научная деятельность
Кристофер Рой Фрейзер-Дженкинс специализируется на папоротниковидных. 

## Некоторые публикации
- 1997. New Species Syndrome in Indian Pteridology and the Ferns of Nepal. Ed. International Book Distributors. x + 403 pp. ISBN 81-7089-252-X.
- 2006. The First Botanical Collectors in Nepal: The Fern Collections of Hamilton, Gardner and Wallich. Ed. Bishen Singh Mahendra Pal Singh. viii + 106 pp. ISBN 81-211-0506-4.